# ごはんかいじゅうパップ
『ごはんかいじゅうパップ』は、日本のテレビアニメ作品。アニメ番組「キャラうた」の第1弾。

## 概要
2011年5月22日からTOKYO MX、テレビユー福島、テレビ山口にてスポットランダム放送を開始。ごはんかいじゅうパップとさまざまなおかずかいじゅうとの戦いを歌アニメで描いている。放送時間は30秒もしくは、60秒。時折番組編成によっては90秒または120秒の放送もある。クリスマス編以外は歌詞はそれぞれ6番まである。
キャラうた製作委員会は当初DLE、TOKYO MX、テレビユー福島、テレビ山口、キングレコード、ムービックの6社で構成されていた。8月22日から第2弾の放送が開始。第2弾よりテレビ高知、北陸放送、サンライズ社がキャラうた製作委員会に参加。それに伴い8月22日からテレビ高知、北陸放送でも放送を開始した。テレビ・ラジオ兼営局である北陸放送では『朝ズバッ!』のローカル枠やラジオでも放送されている。テレビ高知ではテレビ局番組表に放送時間が記載されており、週に2.3回放送されている。なお、第2弾ナポリターン篇は実際の歌唱と歌詞テロップに一部間違いがある。第2弾からはアニメに食事メニューの写真が使用されたり、恒例となるラストの『あー、おいC』のポーズをとるようになる。なお、第1弾・第2弾の音楽はK-POPを意識してアレンジされたものである。12月1日から12月25日まではクリスマスケーキが登場するクリスマス篇が放送された。
2012年1月2日から第3弾となる『しゅしょくぐんだんしゅうらいへん』が放送開始。第3弾はパンやナンなどのしゅしょくぐんだんのキャラクターがメインで登場し、パップは脇役である。3月5日から放送開始された第4弾『ちょうほかほかへん』ではしゅしょくぐんだん襲来によるショックから超ホカホカ炊飯器により超ホカホカモードになったパップが、おかずかいじゅう史上最強のイワノリキングと闘うことでしゅしょくぐんだんと仲良くなるというストーリー仕立てになっている。5月1日から放送された第5弾『にほんぜんこくしゅぎょうのたびへん1』では、第4弾に登場した超ほかほか炊飯器に乗り、お供のキュウスケを連れて旅に出る設定。ラストはおかずかいじゅうの出身地の観光名所の写真が背景に使用されている。この日からキュウスケのフェイスブックが開始された。7月2日からは第6弾に当たる『にほんぜんこくしゅぎょうのたびへん2』が放送開始。5番及び6番は新キャラクターは登場せず、5番はパップが夏の思い出を振り返り、6番はパップとおかずかいじゅうが稲刈りをするという今までにない展開となっている。10月1日から第7弾となる『にほんぜんこくしゅぎょうのたびへん3』が放送開始。
2011年8月22日から9月23日まで、放送地域外を含む日本各地の映画館で「ごはんかいじゅうパップ」が上映されていた。なお、MOVIXでは、2012年10月現在も上映中。
パップの名前は別の候補名があり、当初の名前は「ごはん怪獣ライスドン」であった。DLE制作の作品にパ行を入れたキャラクターにヒット作が多かったため、パピプペポをどこかに入れようと話していた際に偶然スタッフが朝鮮語でご飯を意味する単語のパプ（밥、bab、パッ）があると決められた。
東京都内・神奈川県・千葉県でチェーン展開するカラオケボックスパセラでオリジナルカラオケが限定配信されている。また2011年11月までTwitterでパップが戦うご当地おかずを募集していたが、現在は「パップとお話しようよ」とTwitterアカウントが紹介されている。
2012年4月中旬よりUFOキャッチャーの景品としてパップのぬいぐるみが登場、未放送地域の店舗にも設置されている。第5弾および第6弾のおかずかいじゅうは未放送地域のキャラクターが多い。
2013年4月より青森テレビ、2014年4月よりテレビ山梨でも放送を開始した。
第2弾からパップの黒目が大きくなり、ふっくらとしたシルエットの可愛らしいデザインに変更。第3弾ごろからはおかず怪獣のデザインも可愛らしくなっている。パップの黒目に関しては公式Twitterで「黒目が大きくなるコンタクトレンズをしているから」と答えている。

### イベント
2012年2月14日から19日まで原宿竹下通り近くのカフェにて、期間限定イベント『パップカフェ』を開催した。カフェではパップランチプレートやパンパパトーストといった個数限定メニューが毎日提供され、限定メニューをオーダーすると特製ポストカードがもらえた。また、製作者のザリガニワークスによるトークショーや歌の日野友香と作曲の中村遼によるユニット『ほかほか物語』ミニライブも開催された。
同年3月23日から25日に開催された東京国際アニメフェアにTOKYO MXブースにて出展。ブース内の数台のモニターでは過去の作品が常に流され、知育玩具LaQで作られたパップが展示された。25日はザリガニワークスによるトークライブ及びほかほか物語のミニライブが行われた。
同年6月24日、音楽イベントの『KIWA KIWA Fes』のシークレットゲストとして歌の日野友香と作曲の中村遼がステージに登場した。また当日はFood、Galleryで『パップアイス』が販売された。
同年7月10日から8月9日まで、横浜にある『パセラリゾーツハマボウルイアス店』にて特製ランチプレートとディナープレートのメニューが提供された。オーダーするとオリジナルコースターがもらえた。
同年8月17日に横浜市のパセラリゾーツハマボウルイアス店にて初の有料イベント「ごはんかいじゅうパップ　おいCライブ&トーク」を開催。ザリガニワークスのトークショー、ほかほか物語によるライブ、パップの着ぐるみとの撮影会が行われた。
2014年11月16日ユナイテッド・シネマ豊洲にて、ストーリー映画「ごはんかいじゅうパップ おいC〜海外旅行へん」の上映イベントを開催。パップの声は白石晴香が担当。

### CM・コラボ企画
2012年2月4日、5日、11日、12日には西新井と町田市の住宅展示場にてパップグッズの配布及びパップのパネルと一緒に写真が撮れるイベントが行われ、それを告知するCM用楽曲も制作された。（歌・日野友香、作曲・中村遼）CMソングはTOKYO MX携帯サイトのみで配信されている。
2012年2月17日から26日まで全国の三井アウトレットパークにてごはんかいじゅうパップスタンプラリーが行われた。それに伴い制作されたCMは、ごはんかいじゅうパップ本編の未放送地域でもCMが放送された。CM使用楽曲は住宅展示場と同一。
同年4月20日から子供服のOJISUNがコラボレーションした子供服が販売されている。
4月28日から5月13日まで、西葛西と石神井公園と町田市の住宅展示場にてパップグッズの配布とパップのパネルと撮影ができるイベントが開催。町田市の会場は住宅展示場のキャラクター『おうちくん』とダンスをする新作CMが製作された。その後も毎月2回程度、東京都の住宅展示場にてイベントが行われている。7月21日・22日はパップの着ぐるみが住宅展示場に初登場した。
5月1日からハウスウェルネスフーズの栄養強化米『新玄 ごはんでファイト』のCMがTOKYO MXで放送開始された。楽曲の歌詞は住宅展示場のものと若干違うが、メロディは同一である。CMはカラオケボックスパセラと映画館幕間のシネアドでも流れている。
5月28日より期間限定で辛子明太子製造メーカーのうめ屋の通販限定で、パップとメンタインの特製パッケージに入った辛子明太子とパップとメンタインの特製紙袋と、パップのトレーディングカードのセットが販売開始された。同サイトにメンタインの秘密が掲載されている。
6月12日よりTOKYO MXの情報番組『5時に夢中!』火曜日放送内で江崎グリコのインスタント惣菜調味料『ごはんによくあう』シリーズとタイアップした料理コーナーが同年11月まで毎月2回放送予定。

## キャラクター

### パップ
ホカホカご飯の優しい怪獣。名前は朝鮮語でご飯を意味する単語のパプが由来だが日本出身。年齢、性別は不明だが、後述のマイマイ登場後は、男の子のようにストーリーが書かれている。体重はご飯お茶碗一億杯分。身長43メートル。性格は普段はボ～っとしているが、集中すると湯気が立ち、凄い力が出る。好きな事・人：ダンス、ごはんを残さず食べる人。嫌いな事・人：カビる事、ごはんを残す人。誕生日は5月22日。

### おかずかいじゅう

#### 第1弾
ウメボシーン
梅干のかいじゅう、パップとは永遠のライバル。ちょっと酸っぱい。その酸っぱさが菌を倒して物を腐りにくくする力がある。第2弾のハンバーグー篇、第3弾のしゅしょくぐんだんしゅうらい篇、第5弾のキュウスケ篇にも登場する。紹介技は「ウメボシヘッドロック」。映画『鷹の爪GO!』とのコラボでも登場し、歌は吉田くんが担当した。
カレードン
カレーのかいじゅう。世界的に人気なおかず怪獣。噂では色々なタイプがいるらしい。紹介技は「ホカホカ体当たり」。第3弾のナーン篇にも登場している。
ナットーン
納豆のかいじゅう。においが強烈。第2弾のカラアゲトプス篇にも登場する。最強クラスのうまみパワーを持つ。紹介技は「ねばねばスリーパー」。第5弾のキュウスケ篇にも登場する。
タマゴゴン
生たまごの怪獣。アニメに登場しているのは「生タマゴゴン」。第2弾の焼きタマゴゴン篇、第3弾のソバババーン篇、クリスマス特別篇、第4弾のウドンドン篇にも出演。その他に「ゆでタマゴゴン」や「スクランブルタマゴゴン」など、様々なタイプが確認されている。紹介技は「きみきみヘッドバット」。
メンタイン
明太子のかいじゅう。博多出身。全身のつぶつぶは卵だという噂がある。紹介技は「ホカホカパンチ」。第5弾のキュウスケ篇にも登場する。第5弾に登場するメンタインJr.の父親。父子で登場するが、第1弾のホカホカパンチを受けた治療痕と思われる傷が腹部にできている。
ゴマシオ隊
地球を守るごま塩の集団。怪獣ではなく防衛組織の類。パップを敵として攻撃するが和解。ゴマ戦闘機から放たれたシオ弾はどんなかいじゅうの味も引き締める。技はなし。

#### 第2弾
ハンバーグー
ハンバーグのかいじゅう、人気者であり他のおかず怪獣との交流も多い。紹介技は「ホカホカチョップ」。クリスマス特別篇にも登場。第10弾は冷めても美味しいように鶏肉と豚肉の合挽きである。
イクラ兄弟
イクラの怪獣、家族がとても多い。技名はないが、集団による「もりもり攻撃」がある。クリスマス特別篇にも登場。
カラアゲトプス
唐揚げのかいじゅう。大分に多く生息している。また、「ザンギドン」と呼ぶ地方もある。紹介技は「揚げ立てキック」。クリスマス特別篇ではトナカイに扮して登場。
ウインナリアン
ウィンナーのかいじゅう、宇宙人かもしれない。紹介技は「ケチャップ光線」。第3弾ではパパスタンと対決している、クリスマス特別篇にも登場。
ナポリターン
スパゲッティナポリタンのかいじゅう、公式サイトにキャラクター紹介はないがテレビ放送や楽曲配信されている隠れキャラ。正確にはおかずではないので、第2弾のおかずかいじゅうからつっこみを入れられる。紹介技は「ナポリトルネード」。クリスマス特別篇にも登場。
焼きタマゴゴン
玉子焼きと目玉焼きのかいじゅう。パップと闘うために賞味期限が切れた玉子老子の元で修行を積んでいる。技はなし。クリスマス特別篇にも登場。

#### クリスマスへん
ケーキーン
イチゴのデコレーションケーキの怪獣。おかずではないが、「うれしいから」特別に登場。6つに分割してショートケーキにもなる。紹介技は「べつばらハッピータイム」はパップやおかずかいじゅうたちを幸せにさせる。

#### 第3弾
- しゅしょくぐんだん

パンパパ
食パンのかいじゅう。家族は妻のパンママ、息子のパンジュニアがいる。紹介技は「トーストプレス」。しゅしょくぐんだんのリーダーであり、パップカフェ開催時はカフェの案内係としてTwitterアカウントで活動していた。
ナ～ン
インド出身のナンのかいじゅう。ヨガが得意。紹介技は「ナンナンツイスト」。
ウドンドン
うどんのかいじゅう。主食軍団随一の怪力の持ち主であり、テッポウを打ったり四股を踏むなど相撲のような格闘スタイルをとり、ラストはパップと共に横綱と化粧まわしをつけ、土俵入りを披露する。紹介技は「うどんベアハッグ」。
ソバババーン
蕎麦のかいじゅう。本来は一匹狼のかいじゅうだが、パップ打倒のために仮に軍団に入っている。紹介技は「ソバソバソバット」。
パパスターン
イタリア出身のパスタかいじゅう。軍団内ではアイドル的な存在。紹介技は「パスタタイフーン」。作品内ではウインナリアンのケチャップ光線を浴びてナポリターンとなるような描写がある。まつげが長く、三井アウトレットパークのCM内ではワンピースを着用するなど女性設定の模様。
- おかずかいじゅう

イチゴジャムラ
苺ジャムのアイドルかいじゅう。パンパパと対決する。本編には登場しないが、友達のマーマレードン（マーマレード）、ブルーベリン（ブルーベリー）、ピーナツバターン（ピーナッツバター）、小倉ホイップン（餡＆クリーム）とアイドルユニットを結成したらしい。
インドカレードン
インド出身。カレードン以上の辛さを誇る難敵。ナ～ンと対決する。
テンプラーン
天ぷらの怪獣。衣の下に本来の姿が隠されている。ソバババーンと対決した際、パップに攻撃を加える。

#### 第4弾
「ちょうホカホカへん」。
パップ(ちょうホカホカモード）
しゅしょくぐんだん襲来のショックからカピカピになっていたが、超ホカホカ炊飯器によって力強く蘇る。技も「超ホカホカパンチ」や「超ホカホカ体当たり」とパワーアップ。見た目も普段のパップよりもマッチョな体型にデザインされている。
超ホカホカ炊飯器
コンピューター制御のスーパーマシン。ご飯を炊いている最中は絶対にふたをあけてはならない。パップの身長が47メートルあるため、相当な大きさの炊飯器であると想定される。第5弾では修行の旅に出たパップの移動手段として登場する。なぜか、それだけ大きな炊飯器を走らせて旅をすることができている。
イワノリキング
海苔の佃煮のおかずかいじゅう。パップを脅かしたしゅしょくぐんだんに壮絶なダメージを与えるが、助けを求められたパップから「超ホカホカパンチ」をお見舞いされる。第5弾では旅立つパップを見送っている。
ナメタケドン
ナメタケの佃煮のおかずかいじゅう。実はなめこではなくエノキダケである。実はパップが2011年のクリスマスプレゼントに欲しがっていた逸品である。第5弾では旅立つパップを見送っている。
シオカラーン
イカの塩辛のおかずかいじゅう。かつおの塩辛シュトーンや沖縄の郷土料理スクガラスーン（アイゴ）とは従兄弟関係。丸い顔の周りに髪の毛や足のように塩辛がついており、一見タコのように見える。葉巻やお酒を愛する大人なおかずかいじゅう。第5弾では旅立つパップを見送っている。
イカニンじん
福島県北部で食べられているいかにんじんのおかずかいじゅう。細切りにし一晩酒に浸したスルメイカと細切りにしたニンジンをしょうゆとみりんのタレにつけこんだ、さっぱりして歯ごたえがある。パップに日本各地のおかずかいじゅうの存在を教え、第5弾でパップが日本全国修行の旅に出るきっかけを作った。

#### 第5弾
「にほんぜんこくしゅぎょうのたびへん」。
キュウスケ
キュウリの漬物のおかずかいじゅう。ご飯と相性のよいパップのベストパートナー。風呂敷包を持ち、ホカホカ炊飯器に乗り修行の旅に出るパップのお供としてついて行った。
金沢カレードン
石川県金沢市の人気おかずかいじゅう。モチーフは金沢カレー。黒いカレールーと頭に乗せたロースかつが特徴的。キャベツが一緒にいるが、特に名前はついていない。技は「スパイシーバックドロップ」。
カバヤキゴン
ウナギの蒲焼きのおかずかいじゅう。静岡県浜松市によく出没する。技は「丑の日ボディプレス」。
ミソカツーン
愛知県名古屋市に出現する味噌カツの怪獣で、おかずかいじゅう軍団一の暴れん坊。強烈な「みそだれビーム」でパップを攻撃する。
オコノミーン
お好み焼きのおかずかいじゅう。大阪府をはじめとする関西地区ではおかずとみなされているが、特に関東方面ではおかずとは思われておらず、判断が難しいおかずかいじゅう。アカンベーをしたような顔をしている。技は「ふっくらボディアタック」
メンタインJr,
福岡県名物の辛子明太子のおかずかいじゅう。第1弾出演のメンタインの息子。父親の敵を取るためパップに挑むが「超ホカホカチョップ」で父とともにパップに敗れる。

#### 第6弾
「にほんぜんこくしゅぎょうのたびへん2」。
フグサシーン
山口県の郷土おかずかいじゅう、フグの刺身のおかずかいじゅう。もみじおろしやネギでデコレーションするのがお洒落らしい。技は「コリコリブリザード」。髪の毛やバッグに大きなアクセサリーで着飾ったギャル系の女の子がモデル。
カツオタタキーン
高知県土佐の郷土おかずかいじゅう、カツオのたたきのおかずかいじゅう。『たたき』と呼ばれるのは諸説ある。手にボクシングのグローブをつけており、「サッパリパンチ」は叩かれる度にパップがさっぱりとした表情になる。
ナマガキドン
広島湾で養殖がさかんな郷土おかずかいじゅう。レモン汁をたらして食べると必殺技の「潮風落とし」になる。髪の毛がバーコード状に生えているように見えるが、実際は髪の毛ではなくカキのひらひらとした部分を表現したもの。
ゴーヤチャンプルン
ニガウリを豆腐、ランチョンミート、卵などと炒めた沖縄県の郷土おかずかいじゅう。ビタミンＣ豊富なゴーヤと栄養バランスの整っている。技は「ビタミンラリアット」。音楽も沖縄民謡調。沖縄の中年女性をイメージして作られたキャラクター。
ホカホカ炊飯器サブマリンモード
沖縄編に出てくる。海中に潜るとビーグルモードからサブマリンモードに変形する。普段は飛んでいたり道路を歩いているキュースケも一緒に乗っている。

#### 第7弾
「にほんぜんこくしゅぎょうのたびへん3」。
チリメンザンショ
京都府の郷土おかずかいじゅう、チリメンジャコを山椒と味付けしたおかずかいじゅう。集団で行動している。小粒だが実力はおかずかいじゅう界では一二を争う。得意技「骨太ボンバー」の際は集団が集まり腕の形になる。
ギョウザーン
栃木県宇都宮市の郷土おかずかいじゅう。必殺技は「ラー油バウンド」。5男1女の餃子6兄弟でクリスマス編には両親も登場、花見編は長女（3号）のみ登場。
ミトナットーン
茨城県水戸市出身の郷土おかずかいじゅう。「水戸納豆」から。
ケノシルドン
青森県の郷土おかずかいじゅう。「けの汁」から。
ホカホカ炊飯器ひこうきモード
動力はホカホカジェット。キュースケはそばを飛んでおり炊飯器には乗っていない。
ホカホカ炊飯器スノーモービルモード
ケノシルドン編に登場。

#### 第8弾
「はるらんまんへん」。
マイマイ
秋田県生まれのごはんかいじゅう。女の子。
コッペパン先輩
イチゴジャムラと交際中だが、事務所には秘密らしい。
ジャジャメーン
盛岡の郷土料理「じゃじゃ麺」から。
チータンタン
ジャジャメーンに卵（生タマゴゴン）と茹で汁が加わって変身した姿。
ウメボシーン（紀州）
ウメボシーンが和歌山県の郷土おかずかいじゅうとしてパワーアップして再登場。

#### 第9弾
「おかずかいじゅうたんじょうへん」。
ピーマーン
ピーマンのおかずかいじゅう
チンジャオロースー
ピーマンとお肉の最強タッグから生まれたおかずかいじゅう
ニンジーン
ニンジンのおかずかいじゅう
にんじんしりしり
繊切りにしたニンジンにツナの油が絡んだおかずかいじゅう
ナスナスーン
ナスのおかずかいじゅう　味がよくしみる
麻婆ナス
ひき肉、ごま油などの旨みを体にしみこませたおかずかいじゅう
トマトーン
トマトのおかずかいじゅう
ミネストローネ
トマトを使ったイタリアの野菜スープのおかずかいじゅう
サバーン
サバのおかずかいじゅう
サバの味噌煮
サバの切り身に味噌がしみ込んで誕生したおかずかいじゅう
やさい軍団
ダイコン、カブ、ナス、ハクサイで構成
漬物盛り合わせ
やさい軍団が数日糠漬けする事で生まれるおかずかいじゅう

#### 第10弾
「おべんとうロボはっしんへん」。
おべんとうロボ
パップ、キュウスケ、ウメボシーン、ハンバーグー、焼きタマゴゴン、ブロッコリーズが乗り込んでいる。第11弾では旅立つパップを見送っている。ロボットだが身長は他のおかずかいじゅうと同じ位である。
焼きタマゴゴン（卵焼き）
各家庭によって味、姿、焼き加減が変わる。
ブロッコリーズ
お弁当を緑色で彩る双子のおかずかいじゅう。仲良しグループアイドルでライバルはイチゴジャムラ達である。

#### 特別編
「オカズかいじゅう だんみつーン」
だんみつーン
壇蜜とのコラボの「ある意味」おかずかいじゅう。ゴマシオ隊、ナポリターン、フグサシーン、カツオタタキーン、マイマイの歌も壇蜜が担当。

#### 第11弾
「続・にほんぜんこくしゅぎょうのたびへん」。
ホカホカ炊飯器ワンボックスモード
パップ、マイマイ、キュウスケが乗っても快適空間が確保できるようになっている。
海軍カレードン
神奈川県横須賀市の海軍カレーおかずかいじゅう。海上自衛隊では毎週金曜日にカレーを食べる習慣がある事から。副食（サラダ、ゆで卵、牛乳）も豊富である。
ミソピーン
千葉県の郷土料理である味噌ピーおかずかいじゅう。千葉県・茨城県以外では立ち位置がよく分からないらしい。味噌ピーは甘辛く味付けた味噌で炒ったラッカセイをあえた惣菜。得意技は甘味噌マウント。
ゼリーフライン
埼玉県行田市の郷土料理であるゼリーフライおかずかいじゅう。ゼリーフライはおからを主とした物をパン粉などの衣を使わずに素揚げしたコロッケの一種である。
ホウトーン
山梨県甲府市の郷土料理であるほうとうおかずかいじゅう。得意技の雑炊ホールドでパップもほうとうに浸かる。
イクラ兄弟（函館）
函館編で再登場したイクラの怪獣、本場でも家族がとても多い。技名はないが、集団による本場の「もりもり攻撃」がある。

#### 第12弾
「続・にほんぜんこくしゅぎょうのたびへん」。
チキンナンバーン
宮崎県のご当地チキン南蛮おかずかいじゅうでカラアゲトプス・ザンギドン（から揚げ）の仲間。サクサク衣にジューシーな肉に加え甘酢、タルタルソースの組合せがたまらない。得意技はタルタルタックル。
ソウメーン
主食軍団期待の新人素麺で他の主食軍団からは新麺類扱い。パップの絵本でこっそりデビュー済。得意技は鹿児島・唐船峡名物のそうめん流し。
らっきょーン
甘酢漬けで得意技はシャキシャキ真拳。ラッキョウの名産は鳥取県で背景が鳥取砂丘である。
ソースカツドン
福井県敦賀市のソースカツ丼。キャベツも卵も入れずソースだけでシンプルである。
松阪ギューン
三重県松阪市の松阪牛。細やかな霜降り肉を描くのも大変である。得意技は脂身ホールド。
さぬきウドンドン
香川県本場の讃岐うどんで主食軍団。うどん界の横綱でありウドンドンも軽く投げ飛ばす。

#### 第13弾
「世界主食＆おかずタッグトーナメントへん」。
パンパパ＆ハムーン
イギリス代表。食パンとハムのタッグ。ハムの塩味と脂がパンの甘味とよく合う。
タコスーン＆サルサドン
メキシコ代表。タコスとサルサのタッグ。
パップ＆タイカレードン
日本＆タイ代表。タイマイン（インディカ米）欠場の為、パップが参戦。タイカレーとのタッグ。
フランスパーン＆Mr.パティ
フランス代表。フランスパンとレバーのタッグ。おしゃれ。
タロイモ＆ココンダ
フィジー代表。タロイモとココナッツとのタッグ。ねっとり甘いが独特のサッパリ感がある。
トーショーメーン＆マーラードン
中国代表。刀削麺と麻辣湯（四川料理）とのタッグ。辛いだけでなく深い味わいがある。
ナ～ン＆インドカレードン
インド代表。ナンとインドカレーのタッグ。
ギュウニクーン＆ポテトーン
アルゼンチン代表。肉が主食の時代、大肉食時代を作る野望を持っている。

## DVD
2012年11月7日にDVD2本がキングレコードより同時にリリースされた。
- ごはんかいじゅうパップ　ほかほかセット（初回限定版2枚組セット）KIBA-91994 ～ 91995
- ごはんかいじゅうパップ　1はいめ　(第1弾 - 第2弾、クリスマスへん収録。特典映像 パップ体操、ピコピコマンモス）
- ごはんかいじゅうパップ　2はいめ　(第3弾 - 第5弾収録。林原めぐみによる読み聞かせオリジナルストーリー、タイアップCM集）

## スタッフ
- 演出・デザイン・歌詞 - 武笠太郎、坂本嘉種（第1弾）
- キャラクターデザイン・歌詞 - 武笠太郎、坂本嘉種（第2弾、特別篇）
- キャラクターデザイン・歌詞 - ザリガニワークス（第3弾 - 第13弾、クリスマスへん）
- 演出・アニメーション - 椙本晃佑（第2弾 - 第13弾、クリスマスへん）
- 作曲 - 中村遼（第1弾 - 第9弾、クリスマスへん）
- 音楽
  - 第3弾 - 第8弾 グランドファンク
  - 第9弾 宮地祐輔（SIRLOIN INC.）
  - 第10弾 中西ゆういちろう（indigo line）/中村遼
  - 特別編 中村遼
  - 第11弾 - 第13弾 中村遼（19+81）/中西ゆういちろう（indigo line）
- 音楽プロデューサー - 宮地祐輔（SIRLOIN INC.）（第8弾）
- 歌 
  - 第1弾、第10弾 - 第13弾 日野友香
  - 第2弾 日野友香、中川澪、山口詩織、大曽根綾姫（ひまわりキッズ）
  - 第3弾 日野友香、中川澪、山口詩織、陸名優輝（ひまわりキッズ）、小林大祐（バリトン）
  - クリスマス特別篇 日野友香、中川澪、山口詩織、陸名優輝（ひまわりキッズ）
  - 第4弾 - 第7弾、第9弾 日野友香、中川しずく、山口しおり、（ひまわりキッズ）
  - 第8弾 - 日野友香、パップカフェのおともだち
  - 特別編 壇蜜、日野友香（コーラス）
- アニメーション協力 - PDトウキョウ（第1弾）
- 制作 - DLE（第1弾 - 第12弾）
- 製作 - キャラうた製作委員会（第1弾 - 第9弾）
- 製作 - パップの会（第10弾 - 第13弾）

## 劇場版
2014年11月26日にユナイテッド・シネマ豊洲でイベント限定で上映された。2015年1月3日にはTOKYO MXで放送された。

### ストーリー
パップは修行の旅の途中、りょうくん（中村遼）に出会う。そこで、友香お姉さん（日野友香）がタイに行っていることを知ったパップ、マイマイ、キュウスケは、りょうくんとともにタイに出かけることになった。そこで、「世界主食＆おかずタッグトーナメント」が開かれることを知る。タイ代表として出場するはずだったタイマインが、子供が熱を出して欠場してしまったため、代わりにパップがタイカレードンとコンビを組んで大会に出場することになる。

### キャラクター
- ごはんかいじゅうパップ - 白石晴香
- キュウスケ - 林原めぐみ
- マイマイ - 日野友香
- 友香お姉さん - 日野友香
- りょうくん - 中村遼
- タイカレードン - 中村僚志
- タイマイン - 中島健太郎
- ギュウニクーン - 塚本直樹（ラブレターズ）
- ポテトーン - 溜口佑太朗（ラブレターズ）
- トムヤムクン - 武笠太郎（ザリガニワークス）
- パッタイーン - 坂本嘉種（ザリガニワークス）
- アナウンサー - 青戸昭憲
- ナレーション - FROGMAN
- 川越シェフ - 川越達也

### スタッフ
- 製作総指揮 - 椎木隆太
- 監督・脚本 - 武笠太郎（ザリガニワークス）・坂本嘉種（ザリガニワークス）
- 音楽プロデュース - 中村遼（19+81）
- アニメ制作プロダクション - DLE
- 製作 - パップの会（DLE・TOKYO MX・DeNA・テレビユー福島・テレビ山口・テレビ高知・北陸放送・サンライズ社・青森テレビ・テレビ山梨）

### 主題歌
主題歌「えがおがふたつ　ごはんもふたつ」
作詞・作曲 - 中村遼（19+81）/歌 - 中村遼（ほかほか物語）/コーラス - 日野友香（ほかほか物語）
「ごはんかいじゅうパップ 世界主食＆おかずタッグトーナメントへん」
作詞 - ザリガニワークス/作曲 - 中村遼（19+81）/歌 - 日野友香
第13弾としてテレビ放映しているものと同じ。